# Maalbroekmolen
De Maalbroekmolen is een voormalige watermolen op de Molenbeek in de tot de Oost-Vlaamse gemeente Wetteren behorende plaats Massemen, gelegen aan de Molenbeekweg 10.
Deze watermolen van het type turbinemolen fungeerde als korenmolen.

## Geschiedenis
De molen werd voor het eerst vermeld in 1547. In 1666 was de molen eigendom van de families de Merode en d'Arenberg. Mogelijk werd de molen vroeger ook voor een industriële blekerij gebruikt.
In 1894 werd een stoommachine geplaatst, maar in 1910 werd deze al weer verwijderd. Een schoorsteen getuigt nog van deze episode. Van 1920 tot 1941 werd een groot plaatstalen onderslagrad geplaatst. Een tweede, veel kleiner, bovenslagrad diende voor elektriciteitsopwekking. In 1941 werd een turbine aangebracht.
Na 1988 werd het molenhuis opgeknapt en ingericht als woonhuis. In 2005 werd de molenomgeving, inclusief de schoorsteen, beschermd als monument.
- Inventaris van het Bouwkundig Erfgoed (Vlaanderen): 85158